# Buch-Pahlavi
Buch-Pahlavi oder Pahlavi-Buchschrift ist eine kursive Variante der Pahlavi-Schrift (genannt auch Pahlavi-Kursivschrift), die zur Sassanidenzeit aus der aramäischen Schrift zur Verschriftlichung der mittelpersischen Sprache abgeleitet wurde. Buch-Pahlavi wurde vor allem zum Verfassen von Büchern und Dokumenten, aber später auch von Inschriften verwendet.
Buch-Pahlavi ist sehr komplex. Es gibt keine eindeutigen Zeichen für Vokale. Ein einzelner Buchstabe wird für mehrere Konsonanten verwendet (zum Beispiel n, w, r, und ʿ sind einander gleich). Es gibt viele mögliche kombinierte Buchstaben, die identisch mit anderen (kombinierten) Buchstaben aussehen können. Nur b, z, k, l und t haben immer eindeutigen Formen. Außerdem werden viele Archaismen als auch Heterogramme (mittelpersisch huzwārischn; auch „Aramäogramm“ genannt) in Buch-Pahlavi-Texten verwendet. Überraschenderweise behindern diese selten die Übersetzung.
Aus dem Buch-Pahlavi wurde die avestische Schrift als phonetisches Alphabet mit 52 Zeichen (darunter 15 Vokalzeichen) entwickelt, um die überlieferten heiligen Texte des Avesta als Buch zu verfassen.

## Buchstaben
| Buchstabe       | Buchstabe | normalerweise    | normalerweise    | in Heterogramme | Transliteration für ‚korrupte‘ Formen | Transliteration für ‚korrupte‘ Formen |
| Name            | Unicode   | Transliteration  | Transkription    | Transliteration | normal.                               | in Heterogramme                       |
| --------------- | --------- | ---------------- | ---------------- | --------------- | ------------------------------------- | ------------------------------------- |
| Aleph           | 𐮰         | ʾ                | (null), ā, a     | A               |                                       |                                       |
| Heth            | 𐮰         | ḥ / h            | h, x             | Ḥ / H           |                                       |                                       |
| Beth            | 𐮱         | b                | b                | B               | ḡ, ḏ, ȳ                               |                                       |
| Gimel           | 𐮲         | g                | g                | G               | ḇ, ẕ, ḵ                               | Ḇ, Ẕ, Ḵ                               |
| Daleth          | 𐮲         | d                | d, y             | D               | ḇ, ẕ, ḵ                               | Ḇ, Ẕ, Ḵ                               |
| Yodh            | 𐮲         | y                | y, j, ē, ī, e, i | Y               | ḇ, ẕ, ḵ                               | Ḇ, Ẕ, Ḵ                               |
| He              | 𐮴         | = Mem + Waw      | = Mem + Waw      | H / E           |                                       |                                       |
| Waw             | 𐮵         | w                | w, ō, ū, o, u    | W               |                                       |                                       |
| Nun             | 𐮵         | n                | n                | N               |                                       |                                       |
| Ayin            | 𐮵         | nicht zutreffend | nicht zutreffend | ʿ / O           |                                       |                                       |
| Resch           | 𐮵         | r                | r                | R               |                                       |                                       |
|                 | 𐮵         | '                | (Null)           | '               |                                       |                                       |
| Zayin           | 𐮶         | z                | z                | Z               |                                       | Ḡ, Ḏ, Ȳ                               |
| Kaph            | 𐮷         | k                | g, k             | K               |                                       |                                       |
| alte Kaph       | 𐮸         | k / γ            | γ                | K               |                                       |                                       |
| Lamedh          | 𐮹         | l                | r, l             | L               |                                       |                                       |
| ḷ-Lamedh        | 𐮻         | ḷ / l            | l                |                 |                                       |                                       |
| der alte Lamedh | 𐮺         | ƚ / l            | l                |                 |                                       |                                       |
| Mem             | 𐮼         | m                | m                | M               |                                       |                                       |
| Qaph            | 𐮼         | nicht zutreffend | nicht zutreffend | Q               |                                       |                                       |
| Samech          | 𐮽         | s                | s, h             | S               |                                       |                                       |
| Pe              | 𐮾         | p                | p, f             | P               |                                       |                                       |
| Tzade           | 𐮿         | c / ṣ            | č, z, j          | Ṣ / C           | p̄                                     | P̱                                     |
| Schin           | 𐯀         | š                | š, j             | Š               |                                       |                                       |
| Taw             | 𐯁         | t                | d, t             | T               |                                       | D̲R̲                                    |

## Belege
1. ↑  Anshuman Pandey: Preliminary proposal to encode Book Pahlavi in Unicode. Unicode Consortium, 2018, S. 39 (online). (englisch)
2. ↑  Auch Buch-Pehlevi, Buch-Pahlawi, Buch-Pehlewi, Buchpahlavi-Schrift, und Pahlavi der Bücher.
3. 1 2 3  Roger D. Woodard: The Ancient Languages of Asia and the Americas. Cambridge University Press, 2008, ISBN 978-0-521-68494-1, S. 123. (englisch)
4. ↑  Rudolph Peters, Laila Al-Zwaini: Handbuch Der Orientalistik. Band 3. Brill Archive, 1972.
5. ↑  Carlo G. Cereti: Die iranischen Sprachen. In: Wilfried Seipel (Hrsg.): 7000 Jahre persische Kunst. Meisterwerke aus dem Iranischen Nationalmuseum in Teheran: Eine Ausstellung des Kunsthistorischen Museums Wien und des Iranischen Nationalmuseums in Teheran (Kunst- und Ausstellungshalle der Bundesrepublik Deutschland GmbH, Bonn. Skira editore, Milano, Kunsthistorisches Museum Wien). Kunsthistorisches Museum, Wien 2001, S. 31–37, hier: S. 32–34.
6. ↑  David Neil MacKenzie: „Introduction“. In: A Concise Pahlavi Dictionary. (englisch)